# Jahlani Tavai
Jahlani Karl Tavai (* 28. September 1996 in Inglewood, Kalifornien) ist ein US-amerikanischer American-Football-Spieler auf der Position des Linebackers. Aktuell steht er bei den New England Patriots unter Vertrag. Davor spielte er von 2019 bis 2020 für die Detroit Lions in der National Football League (NFL).

## Frühe Jahre
Tavai wuchs in Kalifornien mit fünf Brüdern und einer Schwester auf. Einer seiner älteren Brüder ist der Footballspieler J. R. Tavai, der in der NFL für die Tennessee Titans spielte. Jahlani Tavai besuchte die Mira Costa High School in Manhattan Beach, Kalifornien, für die er auch in der Football-, Volleyball-, Rugby- und Leichtathletikmannschaft aktiv war. Besonders als Rugbyspieler war er auch sehr gut und wurde sogar in die U-18-Rugby-Nationalmannschaft berufen. In der Leichtathletikmannschaft hatte er sich auf Diskuswurf spezialisiert und wurde Meister in der Bay League. In der Footballmannschaft wurde er primär als Defensive End und als Tight End eingesetzt. Dabei konnte er in seinem letzten Jahr 67 Tackles als Defensive End sowie 20 Passfänge und 2 Touchdowns als Tight End verzeichnen. Mit seinem Team erreichte er in diesem Jahr den 2. Platz in der Bay League. Nach seinem Highschoolabschluss erhielt er ein Stipendium der University of Hawai‘i at Manoa aus Honolulu, Hawaii. Dort war er ebenfalls in der Footballmannschaft aktiv. Nachdem er in seinem ersten Jahr noch geredshirted worden war, entwickelte er sich danach zum Stammspieler seiner Universitätsmannschaft. Er kam in insgesamt 47 Spielen zum Einsatz und konnte dabei 390 Tackles, 16,5 Sacks und 2 Interceptions verzeichnen. An der Universität wurde Tavai zumeist als Linebacker eingesetzt. In seinem letzten Jahr verletzte er sich allerdings, sodass er die letzten Spiele verpasste. Daneben konnte er mit seiner Mannschaft 2016 den Hawai‘i Bowl gewinnen. Tavai wurde außerdem 2016 ins First-Team All-Mountain West und 2017 ins Second-Team All-Mountain West berufen.

## NFL

### Detroit Lions
Beim NFL-Draft 2019 wurde Tavai in der 2. Runde an 43. Stelle von den Detroit Lions ausgewählt. Sein Debüt in der NFL gab er direkt am 1. Spieltag der Saison 2019 beim 27:27-Unentschieden gegen die Arizona Cardinals. Bei diesem Spiel stand er direkt in der Startformation der Lions und konnte seinen ersten Sack in der NFL am Quarterback der Cardinals, Kyler Murray, verzeichnen. Den zweiten Sack seiner Karriere verzeichnete er am 10. Spieltag bei der 13:20-Niederlage gegen die Chicago Bears an Quarterback Mitchell Trubisky. Am 14. Spieltag konnte er bei der 7:20-Niederlage gegen die Minnesota Vikings erstmals eine zweistellige Anzahl an Tackles verzeichnen, insgesamt kam er auf 10. Am darauffolgenden Spieltag konnte er bei der 17:38-Niederlage gegen die Tampa Bay Buccaneers die erste Interception seiner Karriere von Quarterback Jameis Winston fangen. Am 16. Spieltag bei der 17:27-Niederlage gegen die Denver Broncos verletzte er sich jedoch an der Schulter, sodass er auf die Injured Reserve Liste gesetzt wurde und das letzte Saisonspiel gegen die Green Bay Packers verpasste. Insgesamt kam er in seiner Rookie-Saison in 15 Spielen zum Einsatz, davon sechsmal als Starter. Er konnte insgesamt 57 Tackles, 2 Sacks und eine Interception verzeichnen.
In der Saison 2020 wurde er vermehrt als Starter auf der Position des Linebackers eingesetzt. Insgesamt konnte er seine Statistiken jedoch nicht wirklich verbessern. Beim letzten Spiel der Saison, einer 35:37-Niederlage der Lions gegen die Minnesota Vikings, konnte er jedoch insgesamt 12 Tackles verzeichnen. Dies ist bis dato sein Karrierehöchstwert. Tavai wurde am 31. August 2021 im Rahmen der Kaderverkleinerung auf 53 Spieler entlassen.

### New England Patriots
Daraufhin unterschrieb Tavai am 2. September 2021 einen Vertrag im Practice Squad der New England Patriots. Am 26. September 2021 gab er bei der 13:28-Niederlage gegen die New Orleans Saints sein Debüt für die Patriots. Nachdem er in einer weiteren Partie vorübergehend in den aktiven Kader berufen worden war, beförderten die Patriots ihn vor dem sechsten Spieltag in den 53-Mann-Kader. Von da an kam er regelmäßig als Back-up in der Defense zum Einsatz. Am 7. Spieltag konnte er beim 54:13-Sieg gegen die New York Jets sein erstes Tackle für die Patriots verzeichnen. Da die Patriots in dieser Saison 10 Spiele gewannen und nur 7 verloren, konnten sie sich für die Playoffs qualifizieren. Dort gab Tavai bei der 17:47-Niederlage in der ersten Runde gegen die Buffalo Bills sein Debüt, konnte das frühe Ausscheiden jedoch nicht verhindern.
In die Saison 2022 ging Tavai zunächst als Backup auf die Linebacker-Position. Am 2. Spieltag konnte er direkt beim 17:14-Sieg gegen die Pittsburgh Steelers einen Sack an Quarterback Mitch Trubisky verzeichnen, sein erster für die Patriots. Bei der 24:27-Niederlage gegen die Green Bay Packers am 4. Spieltag konnte er insgesamt acht Tackles verzeichnen, seine Saisonbestleistung. Daraufhin wurde er am 5. Spieltag zum Starter in der Verteidigung der Patriots erhoben, was er auch bis Saisonende blieb. Am 29. November 2022 verlängerte er seinen Vertrag bei den Patriots um zwei Jahre.

## Karrierestatistiken
| Legende | Legende            |
| ------- | ------------------ |
| Fett    | Karrierehöchstwert |

### Regular Season
| Saison                             | Team             | Spiele | Spiele  | Tackles | Tackles | Tackles | Tackles | Interceptions | Interceptions | Interceptions | Interceptions | Interceptions | Fumbles | Fumbles | Fumbles |
| Saison                             | Team             | Gesamt | Starter | Gesamt  | Solo    | Assist  | Sack    | PD            | Int           | Yards         | Lang          | TD            | FF      | FR      | TD      |
| ---------------------------------- | ---------------- | ------ | ------- | ------- | ------- | ------- | ------- | ------------- | ------------- | ------------- | ------------- | ------------- | ------- | ------- | ------- |
| 2019                               | Lions            | 15     | 6       | 58      | 37      | 21      | 2,0     | 2             | 1             | 2             | 2             | 0             | 1       | 0       | 0       |
| 2020                               | Lions            | 16     | 10      | 58      | 32      | 26      | 0,0     | 0             | 0             | 0             | 0             | 0             | 2       | 1       | 0       |
| 2021                               | Patriots         | 13     | 0       | 14      | 6       | 8       | 0,0     | 0             | 0             | 0             | 0             | 0             | 0       | 1       | 0       |
| 2022                               | Patriots         | 17     | 12      | 69      | 37      | 32      | 1,5     | 2             | 0             | 0             | 0             | 0             | 0       | 0       | 0       |
| 2023                               | Patriots         | 17     | 16      | 110     | 65      | 45      | 1,0     | 5             | 2             | 2             | 2             | 0             | 2       | 0       | 0       |
| 2024                               | Patriots         | 17     | 16      | 115     | 58      | 57      | 1,0     | 5             | 1             | 0             | 0             | 0             | 0       | 0       | 0       |
| Gesamte Karriere                   | Gesamte Karriere | 95     | 60      | 424     | 235     | 189     | 5,5     | 14            | 4             | 4             | 2             | 0             | 5       | 2       | 0       |
| Quelle: pro-football-reference.com |                  |        |         |         |         |         |         |               |               |               |               |               |         |         |         |

### Postseason
| Saison                             | Team             | Spiele | Spiele  | Tackles | Tackles | Tackles | Tackles | Tackles | Interceptions | Interceptions | Interceptions | Interceptions | Interceptions | Interceptions | Fumbles | Fumbles | Fumbles |
| Saison                             | Team             | Gesamt | Starter | Gesamt  | Solo    | Assist  | Sack    | Safety  | PD            | Int           | Yards         | Avg           | Lang          | TD            | FF      | FR      | TD      |
| ---------------------------------- | ---------------- | ------ | ------- | ------- | ------- | ------- | ------- | ------- | ------------- | ------------- | ------------- | ------------- | ------------- | ------------- | ------- | ------- | ------- |
| 2021                               | Patriots         | 1      | 0       | 0       | 0       | 0       | 0,0     | 0       | 0             | 0             | 0             | 0,0           | 0             | 0             | 0       | 0       | 0       |
| Gesamte Karriere                   | Gesamte Karriere | 1      | 0       | 0       | 0       | 0       | 0,0     | 0       | 0             | 0             | 0             | 0,0           | 0             | 0             | 0       | 0       | 0       |
| Quelle: pro-football-reference.com |                  |        |         |         |         |         |         |         |               |               |               |               |               |               |         |         |         |